# Mondák a magyar történelemböl
Mondák a magyar történelemböl (letteralmente dall'ungherese Leggende della storia ungherese) è una serie televisiva a cartoni animati realizzata e prodotta in Ungheria e composta da 13 episodi dalla lunghezza di 11 minuti circa ciascuno, creata da Marcell Jankovics nel 1986 e trasmessa sui canali magiari M1, M2 e Minimax.
Tale serie si occupa di descrivere in maniera accessibile ai bambini alcuni celebri episodi della storia medievale magiara narrando di 13 celebri leggende conosciute in Ungheria, partendo dal regno del gran principe Álmos (IX secolo) fino all'epoca di Mattia Corvino (1458-1490).
La voce narrante è l'attore ungherese Gábor Mádi Szabó.
La colonna sonora è stata composta e interpretata da un gruppo folk ungherese chiamato Kaláka.

## Episodi
| Episodio | Titolo originale             | Titolo tradotto                       |
| -------- | ---------------------------- | ------------------------------------- |
| #1       | Álmos vezér                  | Il capotribù Álmos                    |
| #2       | A fehér ló mondája           | La leggenda del cavallo bianco        |
| #3       | Szentgalleni kaland          | L'incursione all'Abbazia di San Gallo |
| #4       | Lehel kürtje                 | Il corno di Lehel                     |
| #5       | Botond                       | Botond                                |
| #6       | István királlyá koronázzák   | La sacra corona di Santo Stefano      |
| #7       | Zotmund                      | Zotmund                               |
| #8       | Vértes                       | Vértes                                |
| #9       | Korona és Kard               | Corona e spada                        |
| #10      | Szent László utolsó győzelme | L'ultima vittoria di San Ladislao     |
| #11      | Jankula                      | Jankula                               |
| #12      | Kemény Simon                 | Simon Kemény                          |
| #13      | Mátyást királlyá választják  | L'elezione di Mattia                  |